# Stazione di Ronchi dei Legionari Nord
La stazione di Ronchi dei Legionari Nord è una stazione sita a Ronchi dei Legionari sulla linea ferroviaria Udine-Trieste.

## Storia
Nel 1923 la stazione risultava denominata Ronchi-Vermegliano.

## Strutture e impianti
A seguito della dismissione del terzo binario (avvenuta nel 2014), la stazione dispone di due binari, i cui marciapiedi sono collegati da un sottopassaggio; i binari dispongono di comunicazioni su entrambi i lati, e appena oltre la stazione, in direzione Monfalcone, origina la bretella diretta all'impianto di Ronchi dei Legionari Sud.
Dal 2023 la stazione è collegata con via G. Marconi attraverso un passaggio.
La stazione è gestita in telecomando dal DCO di Monfalcone.

## Movimento
La stazione è servita da treni regionali svolti da Trenitalia nell'ambito del contratto di servizio stipulato con le Regioni interessate.

## Servizi
- Biglietteria automatica
- Sala d'attesa

## Interscambi
- Fermata autobus